# Gerrit Rietveld Academie

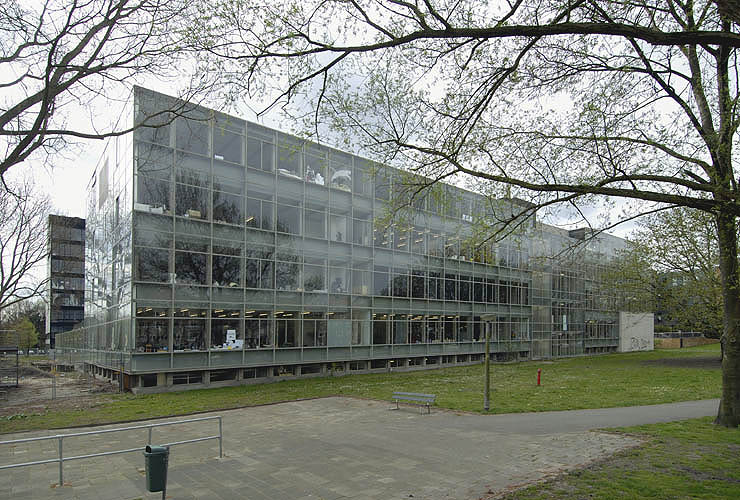
La facultad en 2007.

Gerrit Rietveld Academie es una facultad de bellas artes situada en Ámsterdam, Países Bajos, fundada en 1924., Lleva el nombre del arquitecto y diseñador holandés Gerrit Rietveld, que  diseñó el edificio con las características del movimiento "De Stijl", al que pertenecía.
El edificio se terminó de construir en 1966, y refaccionado en 2004.
Los temas ofrecidos incluyen arquitectura, bellas artes, diseño, diseño gráfico, diseño tipográfico, moda, diseño de telas, fotografía, vidrio, cerámica, diseño de joyas, procesamiento de imágenes y sonido.
Tiene aproximadamente 1000 estudiantes, de los cuales el 40% provienen de fuera de los Países Bajos.